# Gros Cailloux
Gros Cailloux är en ort i Mauritius.   Den ligger i distriktet Black River, i den västra delen av landet, 9 km sydväst om huvudstaden Port Louis. Gros Cailloux ligger 71 meter över havet och antalet invånare är 3 361. Den ligger på ön Mauritius.
Terrängen runt Gros Cailloux är platt åt nordväst, men åt sydost är den kuperad. Havet är nära Gros Cailloux åt nordväst. Runt Gros Cailloux är det mycket tätbefolkat, med 1 819 invånare per kvadratkilometer. Närmaste större samhälle är Beau Bassin, 3,2 km öster om Gros Cailloux. Omgivningarna runt Gros Cailloux är en mosaik av jordbruksmark och naturlig växtlighet.